# Sian Brooke
Siân Brooke (née Siân Elizabeth Phillips à Lichfield en 1980) est une actrice britannique connue pour son rôle dans Sherlock, où elle incarne Eurus Holmes.

## Enfance et éducation
Siân Elizabeth Phillips est née en 1980 à Lichfield, dans le Staffordshire en Angleterre. Elle est la plus jeune de trois frères et sœurs. Elle adopte un nom de scène pour éviter la confusion avec l'actrice Siân Phillips. Le choix du nom Brooke est en l'honneur d'un général qui a servi à Lichfield durant une Guerre civile anglaise. Elle est la fille d'un officier de police et d'une enseignante. Ses parents sont Gallois. Brooke entame son éducation au couvent de l'école à Lichfield. Elle rejoint le Lichfield Youth Theatre (Théâtre des jeunes à Lichfield) à l'âge de 11 ans, avant de devenir membre du National Youth Theatre et de poursuivre sa formation à la Royal Academy of Dramatic Art (RADA), où elle obtient son diplôme en 2002.

## Carrière
Son début de carrière en tant qu'actrice était dans la série télévisée Dinotopia en 2002, où elle joue le rôle de Krista. Elle apparaît également dans plusieurs œuvres télévisées, telles qu'Inspecteur Frost, Hotel Babylon, Foyle's War et Tueur d'État. Enfant, elle figure dans Strangers in Utah avec Adrian Dunbar et Phyllida Law. Elle joue également le rôle de Laura dans All About George, ainsi que celui de Lori Marcuse dans Cape Wrath.
Brooke a prêté sa voix à plusieurs pièces radiophoniques comme Murder on the Homefront, A Pin to See the Peepshow et Dreaming in Africa.
Dans le théâtre, son répertoire inclut Harvest, Dying City, Dido Queen of Carthage, In the Club, The Birthday Party et Absolutely Perhaps. Elle est également apparue dans des productions Poor Beck, A Midsummer night's Dream, Le Roi Lear et Roméo et Juliette avec la Royal Shakespeare Company. De juillet à août 2008, elle joue le rôle de Dorothy Gale dans la comédie musicale Le Magicien d'Oz produite par Jude Kelly au Southbank Centre. Au cours de l'année 2011, elle joue à l'Almeida Theatre, à Londres, dans la pièce My City de Stephen Poliakoff, ainsi que Reasons to be Pretty de Neil LaBute. D'août à octobre 2015, Brooke joue le rôle d'Ophélie aux côtés de Benedict Cumberbatch dans la production de Hamlet,.
En 2017, Brooke participe à la quatrième saison de la série Sherlock où elle joue le rôle d'Eurus, la sœur "secrète" de Sherlock Holmes. Elle commence par passer des auditions pour de multiples personnages dans la série, avant d'apprendre que tous ces personnages font en effet partie du même rôle, celui d'Eurus, qui serait une as du déguisement. Michael Hogan commente, lors de sa critique du troisième épisode de la saison au Daily Telegraph, que le rôle a été « a star-making turn from Sian Brooke » (un tournant vers la célébrité pour Sian Brooke). Plus tard dans l'année, elle apparaît aux côtés de Sheridan Smith et Gemma Whelan dans la mini-série de BBC The Moorside, basée sur l'enlèvement de Shannon Matthews.

## Vie privée
Brooke est mariée et a deux enfants,.

## Filmographie
- 2007 : Meadowlands : Lori (saison 1, épisodes 1-2-6
- 2007 : Hotel Babylon : Lisa (saison 2, épisode 4)
- 2007 : Claire Blake : Police Criminelle de Londres : Marian Randall (saison 5, épisode 7)
- 2008 : Inspecteur Barnaby : Christine Turner (saison 11, épisode 5)
- 2014 : Inspecteur Lewis : Jennie Brightway (saison 8, épisodes 3-4)
- 2017 : The Moorside : Natalie Brown (saison 1)
- 2017 : Sherlock : Eurus Holmes (à partir de la saison 4)
- 2017 : Doctor Foster : Siân (saison 2, épisodes 1-2)
- 2018 : The Terror : Sophia Cracroft (saison 1, épisodes 1-2-3-4-5)
- 2019 : Radioactive : Bronia Dluska
- 2019 : Petit Meurtre entre frères (mini-série) : Claire (saison 1)
- Depuis 2019 : Good Omens : Deindre Young (à partir de la saison 1)
- Depuis 2019 : Trying : Karen (saison 1, invitée épisodes 2-5-6-7-8, à partir de la saison 2, récurrente)
- 2021 : Stephen : Cressida Dick (saison 1)
- 2022 : No Return : Megan (saison 1)
- 2022 : House of the Dragon : Aemma Arryn (saison 1, épisode 1)